# Пероз III
Пероз III (пехл. 𐭯𐭩𐭫𐭥𐭰; нар. 636 — бл. 679) — титулярний шахиншах Персії в 651—679 роках, військовий діяч імперії Тан.

## Життєпис
Походив з династії Сасанидів. Син шахиншажа Єздигерда III. У 630-х роках разом з батьком тікав від арабської навали до Хорасану. 651 року після загибелі Єздигерда III оголошений шахиншахом, проте не мав жодної влади. Зрештою через Памир втік до китайських володінь в Кашгарії.
656 року звернувся до танського імператора Лі Чжи щодо допомоги у боротьбі з арабами. 661 року Ишбара-ябгу, володар Тохаристану, відвоював частину Хорасану, де в Нішапурі оголосив Пероза новим шахиншахом. Втім не міг утримати Хорасан. Тому в Заранджі (Сакастан) було створено обласне командування Персії (波斯 都督府) на чолі із Перозом. Втім основою його сил були війська Тохаристану.
Між 670 і 674 роками Пероз прибув до танського імператора в Чан'ані, де отримав титул юуввей цзянцзюн (Бойовий генерал правої гвардії). В цей час араби знову перейшли у наступ, захопивши значні області Согдіани й Тохаристану. 678 Пероз рушив до Заранджу, але на зворотньому шляху помер близько 679 року. Його титул й посаду спадкував син Нарсе.